# Neusis

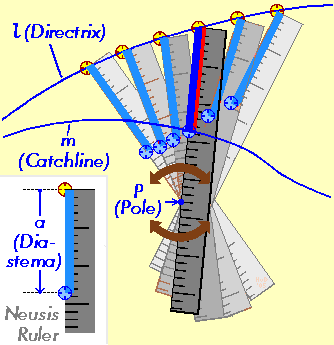
Construction par neusis.

La neusis (du grec ancien νεῦσις venant de νεύειν neuein « pencher vers »; pluriel : νεύσεις neuseis) est une méthode de construction géométrique utilisée dans l'Antiquité par les mathématiciens grecs dans des cas où les constructions à la règle et au compas étaient impossibles.

## Construction géométrique
La construction par neusis consiste à placer un segment de longueur fixée  a entre deux courbes données l et m, de telle sorte que la droite support du segment passe par un point fixé P.
Ces constructions peuvent se faire à l’aide d’une règle graduée, dite  règle à neusis : on la fait glisser et pivoter en restant au contact d'un axe fixé en P ; l'origine de la graduation sur la règle (marquée en jaune sur la figure) glisse sur la courbe l jusqu'à ce que la graduation à distance a  (marquée en bleu) soit sur la  courbe m.
P est le pôle de la neusis, l est la directrice, ou courbe guide, et m est la courbe cible. La longueur  a  s'appelle le diastème (διάστημα; grec ancien pour  « distance »).

Trisection par neusis d'un angle θ > 135° : on détermine = θ/3, en utilisant un segment AB de longueur égal au rayon de l'arc. Pour des angles θ < 135°, la même construction s'applique, mais P se situe au delà de AB.

## Utilisation du neusis

Construction par neusis de l'heptagone régulier.

Cette construction est d'importance historique parce qu'elle permet des constructions géométriques impossibles avec seulement une règle (non graduée) et un compas. En particulier, elle permet de trisecter n'importe quel angle, de dupliquer le cube, et de construire des polygones réguliers à 7, 9 ou 13 côtés. Archimède (287–212 BC) et Pappus (290-350 AD) l'utilisaient fréquemment ; Isaac Newton (1642-1726) appliqua également leurs méthodes. Cependant, cette technique disparut ensuite progressivement.
On sait qu'un polygone régulier à  n côtés est constructible par neusis si n =
3, 4, 5, 6, 7, 8, 9, 10, 11, 12, 13, 14, 15, 16, 17, 18, 19, 20, 21, 22, 24, 26, 27, 28, 30, 32, 33, 34, 35, 36, 37, 38, 39, 40, 42, 44, 45, 48, 51, 52, 54, 55, 56, 57, 60, 63, 64, 65, 66, 68, 70, 72, 73, 74, 76, 77, 78, 80, 81, 84, 85, 88, 90, 91, 95, 96, 97, 99, 102, 104, 105, 108, 109, 110, 111, 112, 114, 117, 119, 120, 126, 128, ... (suite A122254 de l'OEIS, modifiée en 2014 après la découverte par Benjamin et Snyder d'une construction par neusis de l'hendécagone régulier).
La question est ouverte si n =
25, 31, 41, 50, 61, 62, 75, 82, 93, 100, 101, 122, 123, 124, 125, ...

## Perte de popularité
L'historien des mathématiques Thomas Heath a suggéré que Œnopide de Chios (vers -440) avait été le premier  à considérer les constructions à la règle et au compas comme supérieures à celles par neusis. Ce jugement aurait été diffusé par Hippocrate de Chios (vers -430), qui est le premier, à notre connaissance, à avoir écrit un manuel de géométrie organisé de manière systématique. Un siècle plus tard, Euclide évita lui aussi la neusis  dans ses Éléments,  à l'immense influence.
Une attaque plus philosophique du neusis se produisit lorsque l'idéalisme de Platon commença à gagner du terrain, vers -350. Une hiérarchie de trois classes de constructions géométriques  se développa alors ; en descendant de l'« abstrait et noble » vers le « mécanique et terre-à-terre », on trouvait :
1. les constructions à la règle et au compas ;
2. les constructions utilisant également les coniques (ellipses, paraboles, hyperboles) ;
3. les autres sortes de constructions, par exemple le neusis.

La neusis devint alors une solution utilisée en dernier recours, quand des constructions plus respectables avaient échoué. Pappus (vers 325) considérait l’utilisation de la neusis, quand d’autres constructions existaient, comme   « une erreur peu excusable ».